# Josu Iriarte
Josu Fermín Iriarte Ororbia (Artajona, Navarra, 11 de agosto de 2001) es un actor de cine, teatro y televisión español.
Es conocido por sus apariciones en películas como Ola de crímenes (2018) o La infiltrada (2024). En teatro ha trabajado en obras como Maestro y Margarita (2022) o Esta tarde en Mentxaka (2024).

## Biografía
Josu Iriarte nació en Artajona (Navarra) el 8 de noviembre de 2001, aunque siempre ha vivido en Bilbao. Cursó el Grado Profesional de Música con especialidad de piano en el Conservatorio Juan Crisóstomo de Arriaga de Bilbao.
Se formó en artes escénicas e interpretación en la escuela superior de artes escénicas Ánima Eskola donde cursó los estudios superiores de arte dramático con David Valdelvira, Marina Shimanskaya y Algis Arlauskas, formándose como actor de método, bajo la metodología Stanislavsky-Vajtángov-M.Chéjov-Meyerhold (método ruso).
En 2021 representó la obra La Vida de Molière, dirigida por Algis Arlauskas. En 2022 representó la obra Maestro y Margarita de Mijaíl Bulgákov, dirigida por Marina Shimanskaya.
En cine ha trabajado en distintas producciones. En 2015 fue parte de la película de animación Psiconautas, los niños olvidados, dirigida por Pedro Rivero y Alberto Vázquez, como actor de voz, película que obtuvo el Premio Goya a la Mejor Película de Animación en 2017. En 2018 fue parte del elenco de la película Ola de crímenes, dirigida por Gracia Querejeta y protagonizada por Maribel Verdú.
En 2024 fue parte del elenco de la película La infiltrada, dirigida por Arantxa Echevarría y protagonizada por Carolina Yuste y Luis Tosar, interpretando el papel de Jokin, película que obtuvo 12 nominaciones en los Premios Goya y obtuvo el Premio Goya a Mejor Película.
En 2024 coprotagonizó la obra Esta tarde en Mentxaka, dirigida por Iñigo Cobo, junto con Diego Pérez, Itxaso Quintana e Itxaso Gil, entre otros miembros del reparto, un thriller sobre hechos del pasado.
En 2025 representó la obra RedNudes, escrita por Xus de la Cruz, dirigida por Mikel Gómez de Segura, producida por la compañía alavesa Pikor Teatro, una obra sobre las redes sociales, la sexualidad, el consentimiento sexual o la «machoesfera».
Además de la actuación Iriarte estudió el grado en Filosofía, Política y Economía en la Universidad de Deusto.

## Filmografía

### Cine
- 2024, La infiltrada, dir. Arantxa Echevarría (Jokin)
- 2022, Ni Horrelakoa Naiz, dir. Ane Aranguren (corto)[15][15]
- 2020, Normala IV, dir. Ainhoa Artetxe (corto)
- 2019, Queer-ell-a, dir. Unai Madariaga (corto)
- 2018, Ola de crímenes, dir. Gracia Querejeta
- 2017, Normala I, dir. Ainhoa Artetxe (corto)
- 2015, Psiconautas, los niños olvidados, dir. Pedro Rivero y Alberto Vázquez (voz)

### Teatro
- 2025, RedNudes, dir. Mikel Gómez de Segura[16][10][11]
- 2024, Esta tarde en Mentxaka, dir. Iñigo Cobo[17][8][9]
- 2024, Errealitatearen Harribitxiak, dir. Mikel Martinez (Festival de Teatro Lautan Hiru)[18][19][20][21]
- 2023, Hitz Kolpez (A Golpe de Palabra), dir. Mikel Gómez de Segura[22][23]
- 2022, Maestro y Margarita, dir. Marina Shimanskaya
- 2021, La Vida de Molière, dir. Algis Arlauskas
- 2019, La Tempestad, dir. David Valdelvira
- 2017, Historia de una Escalera, dir. Sandra Tejero

## Publicidad
- 2024, "Ztanda", Nor Studio & Eika Produkzioak, EITB
- 2024, "Go!", Dimension & Eika Produkzioak, EITB
- 2017, "Por una Bizkaia Mejor", Diputación Foral de Vizcaya, EITB
- 2016, "Emakunde, por los derechos de la mujer", Emakunde-Instituto Vasco de la Mujer, EITB